# 法尔博 (加利福尼亚州)
法尔博（英語：Firebaugh），是美国加利福尼亚州弗雷斯诺县下属的一座城市。建市于1914年9月17日，面积大约为3.46平方英里（9平方公里）。根据2010年美国人口普查，该市有人口7,549人。